# Sa mamom
Sa mamom es una película dramática bosnio de 2013 dirigida por Faruk Lončarevič. Fue seleccionada como la entrada de Bosnia a la Mejor Película Internacional en los 87.ª Premios de la Academia, pero no fue nominada.

## Reparto
- Marija Pikić como Berina
- Mira Furlan como Jasna
- Branko Đurić como Mladen
- Sanja Vejnović como Kaca
- Igor Skvarica como Tarik
- Edina Kordić como Luna
- Mirela Lambić como Compañero de trabajo
- Nina Đogo como Enfermero
- Faketa Salihebgović como Trabajador en un mostrador